# Amaterasuïta
L'amaterasuïta és un mineral de la classe dels silicats. Rep el nom d'Amaterasu, la deessa del sol en les creences xintoistes japoneses.

## Característiques
L'amaterasuïta és un silicat de fórmula química Sr₄Ti₆Si₄O₂₃(OH)Cl. Va ser aprovada com a espècie vàlida per l'Associació Mineralògica Internacional en el mes de novembre de l'any 2024, i encara resta pendent de publicació. Cristal·litza en el sistema ortoròmbic.
L'exemplar que va servir per a determinar l'espècie, el que es coneix com a material tipus, es troba conservat a les col·leccions mineralògiques del Museu Nacional de la Natura i la Ciència de Tòquio (Japó), amb el número d'espècimen: NSM-M52596.

## Formació i jaciments
Va ser descoberta al mont Ohsa, situat a la ciutat de Niimi, a la prefectura d'Okayama (Japó). Aquest indret és l'únic de tot el planeta on ha estat descrita aquesta espècie mineral.